# Городилов, Козьма Егорович
Козьма́ Его́рович Городи́лов (1859 — не ранее 1917) — член IV Государственной думы от Вятской губернии, крестьянин.
Православный, крестьянин деревни Кукмары Архангельской волости Нолинского уезда.

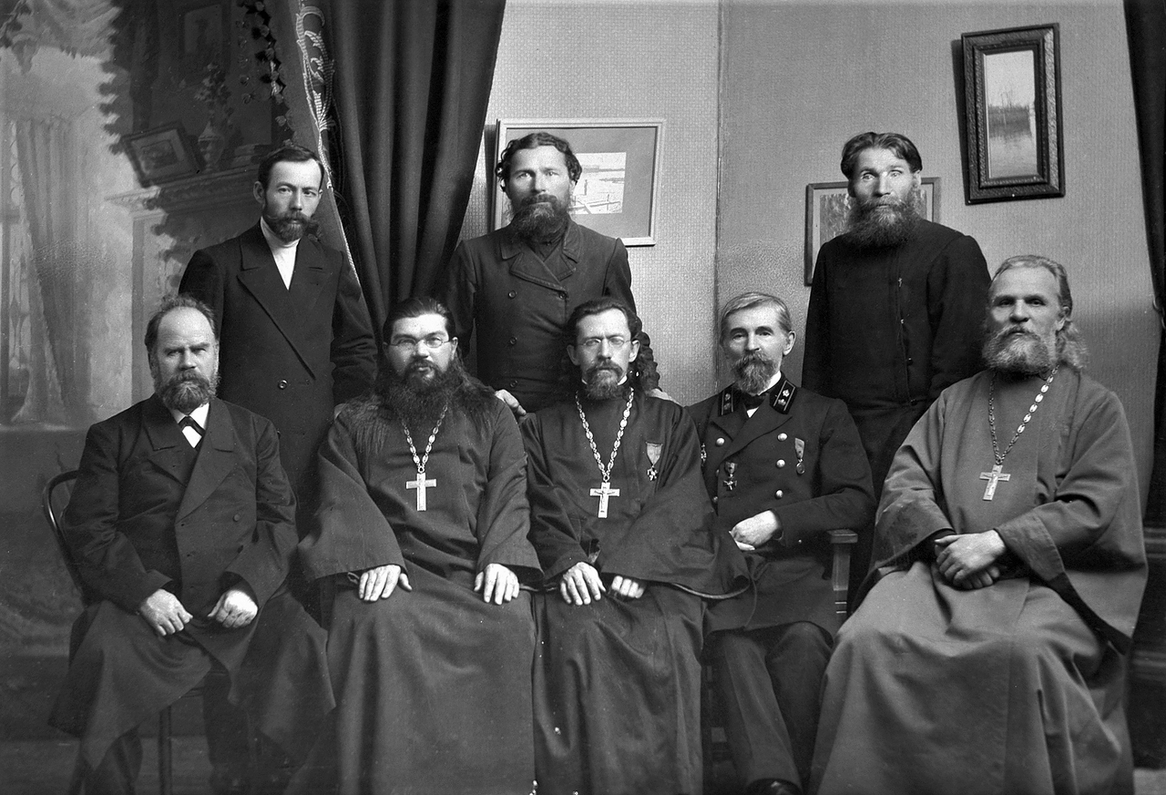
Депутаты IV Государственной Думы от Вятской губернии. Верхний ряд: С. А. Калинин, К. А. Тарасов, К. Е. Городилов; Нижний ряд: Н. П. Стародумов, И. М. Короваев, С. А. Попов, Н. В. Жилин, С. В. Сырнев

Начальное образование получил дома. Занимался земледелием (30 десятин собственной земли) и имел небольшую обувную мастерскую. В 1894—1903 годах был волостным старшиной, одно трехлетие — гласным Нолинского уездного земского собрания и шесть лет — учётчиком при церкви. В 1906 году был избран волостным судьей, в каковой должности состоял до избрания в Государственную думу. В отзыве вятского губернатора Городилов характеризовался «как человек твердого характера, справедливый, трезвый, религиозный, крайне правых убеждений». Был сторонником столыпинской аграрной политики и считал, что «именно община является рассадником революционных идей в деревне».
В 1912 году был избран членом Государственной думы от Вятской губернии. Входил во фракцию правых, был лидером её крестьянской группы. После раскола фракции правых в ноябре 1916 года входил в группу сторонников Н. Е. Маркова. Состоял членом комиссий: земельной, по судебным реформам, о путях сообщения, по рабочему вопросу, сельскохозяйственной, по местному самоуправлению и финансовой. Был членом Русского собрания (1913).
После Февральской революции, в марте—апреле 1917 года находился в Вятской губернии. 28 апреля 1917 года крестьяне Архангельской волости осудили на волостном сходе выступление Городилова, который высказался за применение розги в отношении крестьян. Сход постановил лишить Городилова звания члена ГД, исключить его из своей среды и направить председателю Государственной думы телеграмму о решении схода.
Дальнейшая судьба неизвестна. Был женат, имел двоих детей.